# تشوو فريمان
تشوو فريمان (بالإنجليزية: Choo Freeman)‏ هو لاعب كرة قاعدة أمريكي، ولد في 20 ديسمبر 1979 في باين بلاف في الولايات المتحدة.

## وصلات خارجية
- تشوو فريمان على موقعبيزبول رفرنس.كوم (الدوري الرئيسي) (الإنجليزية)